# 楊㒜
楊㒜（1426年—？），字永明，直隸順天府大興縣匠籍，浙江杭州府仁和縣人，明朝政治人物。

## 生平
順天鄉試第二十七名舉人，景泰二年（1451年）中式辛未科會試第一百八十九名，三甲第八十八名進士。

## 家族
曾祖楊景元；祖父楊彥珣；父楊孟仁。